# Eucyclops edytae
Eucyclops edytae is een eenoogkreeftjessoort uit de familie van de Cyclopidae. De wetenschappelijke naam van de soort is voor het eerst geldig gepubliceerd in 2009 door Tang & Knott.